# Captive State
Captive State è un film del 2019 diretto da Rupert Wyatt, con protagonisti John Goodman, Ashton Sanders e Vera Farmiga.

## Trama
Nel 2019, Chicago è soggetta alla legge marziale dopo che gli extraterrestri hanno invaso il mondo. La famiglia Drummond sta tentando di fuggire dalla città ma ogni uscita è barricata. Dopo aver sfondato una barricata la loro auto si ferma all'interno di un tunnel dove gli extraterrestri stanno aspettando dall'altra parte. Prima che possano invertire la marcia, gli alieni attaccano, vaporizzando il padre e la madre nella parte anteriore dell'auto ma lasciando in vita i loro due figli nei sedili posteriori.
Entro l'anno 2027, il mondo ha capitolato agli invasori sottomettendosi alla loro autorità governativa. Chiamano gli alieni "I Legislatori" perché tutte le successive leggi e regole di governo provengono da loro. Negli anni successivi alla resa della Terra, gli alieni hanno arruolato gli umani per costruire habitat adatti per loro, chiamati "Zone chiuse", murati dal resto della città con accesso concesso solo agli alti funzionari del governo.
Gabriel Drummond, il figlio minore della scena iniziale, vive nel quartiere impoverito di Pilsen. Viene affrontato dal comandante della polizia di Chicago William Mulligan, che era partner del padre di Gabriel prima dell'invasione. Mulligan è convinto che il gruppo di resistenza chiamato Phoenix non sia stato neutralizzato, contrariamente a quanto è stato detto al pubblico. Gabriel non ha informazioni da fornire e si rifiuta comunque di fare la spia.
Successivamente, Gabriel incontra un membro della Phoenix per vendere una sigaretta arrotolata a mano contenente informazioni segrete che ha ricevuto da un collega. L'uomo lo porta a Wicker Park, dove incontra suo fratello Rafe, il leader della resistenza. Rafe prende la sigaretta in codice e ordina a Gabriel di lasciare l'area perché Phoenix sta pianificando un attacco al prossimo Unity Rally a Soldier Field, dove verrà celebrata la "collaborazione" tra umani e alieni, che saranno presenti all'evento, cosa rarissima dato che non li si vede quasi mai. Gabriel si precipita nel suo appartamento e inizia in fretta a fare i bagagli. Mentre lascia l'appartamento, viene di nuovo affrontato da Mulligan, che lo sorvegliava. Gabriel sfugge a Mulligan e si nasconde sottoterra.
La sigaretta arrotolata a mano data a Rafe contiene un codice che consente al team di Rafe di accedere al sistema di sorveglianza della Special Branch e vedere dove si trovano determinate persone, incluso il loro obiettivo, nonché i modelli di spiegamento per la sicurezza. Rafe e altri membri di Phoenix attaccano l'Unity Rally, usando un dispositivo esplosivo alieno invisibile contro gli ospiti alieni al loro arrivo. L'attacco inizialmente sembra andato a buon fine, ma la città viene immediatamente bloccata e le forze dell'ordine setacciano la città per localizzare gli aggressori. Gli alieni, irritati dall'attacco, portano cacciatori dall'esterno per cercare i colpevoli. Si avvicinano rapidamente a Rafe e ai suoi complici Anita e Daniel. Anita viene vaporizzata quando affronta uno dei cacciatori e Daniel ingerisce cianuro per evitare la cattura, ma Rafe viene colpito e arrestato da Mulligan prima che possa prendere il suo cianuro.
Gabriel esce dal nascondiglio ma viene catturato durante un raid della polizia. Mulligan gli mostra che suo fratello è stato torturato per rivelare informazioni e lo convince a inviare un messaggio attraverso la rete di comunicazione di Phoenix nella speranza di incontrare il numero uno, presunto capofila di Phoenix. Alla fine viene condotto da Jane Doe, una prostituta che gestisce un bordello a Pilsen. La donna, appena lo vede, lo chiama per nome, confondendo Gabriel, e in quel momento una squadra della polizia fa irruzione nella casa e uccide Doe.
L'indagine successiva rivela che Doe aveva installato sistemi-spia nella propria abitazione per registrare conversazioni con i membri della Filiale Speciale e raccogliere informazioni riservate. I nastri rivelano che il commissario di polizia (inquadrato nei nastri) Eugene Igoe ha divulgato informazioni segrete sull'arrivo degli alieni a Soldier Field che hanno permesso a Phoenix di sviluppare la strategia di attacco. Igoe, insieme a Rafe e molti altri, viene espulso dal mondo e Mulligan, dichiarando neutralizzata la minaccia di Chicago, viene promosso Commissario "Provvisorio".
Mulligan si incontra successivamente in privato con Gabriel, che si lamenta del fallimento del piano di Rafe. Mulligan, recuperata una scatola ricevuta da Doe in un incontro precedente, la apre, rivelando un telefono BlackBerry all'interno. Rimuove una scheda di memoria che consegna a Gabriel lasciandogli intendere che il piano prevedeva il suo fallimento. Gabriel accede al contenuto della scheda: un video che riprende la sua festa di battesimo, anni prima dell'invasione, in cui viene rivelato che Jane Doe ha insegnato nella stessa scuola della madre di Gabriel. Era stato durante la festa che erano stati presentati a Mulligan. Diversi membri di Phoenix erano presenti alla festa e il video si chiude con Mulligan che lascia un  messaggio affettuoso a Gabriel, che lo incoraggia a mantenere accesa la fiaccola di Phoenix. Nel frattempo, Mulligan viene autorizzato ad andare sottoterra e incontrare i Legislatori nel loro habitat. Mentre scende, la stessa sostanza invisibile che costituiva il potente esplosivo alieno usato nell'attacco a Soldier Field, lo avvolge, rivelando che fa parte della resistenza e che il piano è stato orchestrato per consentirgli di  avvicinarsi abbastanza da assestare un colpo fatale ai Legislatori. Durante i titoli di coda, una mappa mostra che la Zona Chiusa è stata effettivamente distrutta con successo e che numerosi altri attacchi e rivolte sono scoppiati in varie città in tutti gli Stati Uniti, in Asia ed Europa, indicando che l'esortazione iniziale a "accendere un fiammifero e accendere una guerra" è giunta a compimento, e l'umanità sta rovesciando i suoi oppressori alieni.

## Produzione
Il 24 agosto 2016 viene annunciato il film, diretto da Rupert Wyatt su una sceneggiatura dello stesso Wyatt e Erica Beeney.
Le riprese del film sono iniziate il 15 febbraio 2017 a Chicago.
Il budget del film è stato di 25 milioni di dollari.

## Promozione
Il primo trailer del film viene diffuso il 13 settembre 2018.

## Distribuzione
La pellicola è stata distribuita nelle sale cinematografiche statunitensi il 15 marzo 2019, mentre in quelle italiane dal 28 marzo.